# Nephrolepis acutifolia
Nephrolepis acutifolia là một loài dương xỉ trong họ Nephrolepidaceae. Loài này được Desv. Christ mô tả khoa học đầu tiên năm 1895.